# Aziza Amir
Aziza Amir, nascida como Mofida Mohamed Ghoneim (19 de dezembro de 1901, Damietta – 28 de fevereiro de 1952) foi uma diretora de cinema, atriz, produtora e roteirista egípcia. Os seus filmes mais famosos têm sido Ibnati (1944), Hadaya (1947) e Fatat min Falastin (1949), mas Laila (1927) é considerada o primeiro filme destacado da cinematografia egípcia.

## Biografia
O seu primeiro filme, Laila, foi recebida com muito interesse pela elite social e artística do país. Apesar de não se saber se  Aziza foi a diretora do filme, ou se foi exclusivamente a produtora, enquanto Wedad Orfey era o diretor. Outras fontes indicam que Orfey era o diretor, roteirista e ator do filme, mas uma série de disputas com Aziza ocasionaram que fora substituído e o filme mudado de nome de Neda'a Alah ao real de Laila.
Depois da revolução de 1919, cresceu no país um sentimento patriótico entre os seus cidadãos, o que fez ver uma das famílias residentes no país de origem libanesa e sírias como estrangeiros. Aziza foi muito famosa por ser reconhecida como uma egípcia de origem, ao invés que outras atrizes como Assia Dagher e Mary Queeny.
Em 1948 produziu Bint min Filastin, o primeiro filme que fala sobre o problema palestiniano. O seu último filme foi em 1952, Amit bi-Allah, na qual realizou a história, enquanto o seu marido, Mahmud Zu al-Fikar, foi o diretor.

## Filmografia
| Ano  | Película                | Posto                              |
| ---- | ----------------------- | ---------------------------------- |
| 1927 | Laila                   | Atriz e produtora                  |
| 1929 | Bint el Nil             | Atriz e diretora                   |
| 1931 | Istanbul sokaklarinda   | Atriz                              |
| 1933 | Kaferi am khatiatak     | Atriz e diretora                   |
| 1936 | Bisalamtu ouz itjawaz   | Atriz                              |
| 1940 | Bayayet el tiffah       | Actriz                             |
| 1941 | El warsha               | Atriz e história                   |
| 1942 | Lailat al farah         | Atriz                              |
| 1943 | Wadi el numjum          | Atriz                              |
| 1943 | Ibn el balam            | Atriz, diálogo e história          |
| 1944 | Taqiyyat al ikhfa       | Atriz e palco                      |
| 1944 | Ibnati                  | Atriz, história e produtora        |
| 1945 | Al-fulus                | Atriz                              |
| 1946 | Shamha tahtarek         | Atriz                              |
| 1946 | Awdat Taqiyyat al ikhfa | Atriz                              |
| 1946 | Al-mughani al maghool   | Atriz                              |
| 1946 | Al-dunia bi-kheir       | Atriz                              |
| 1947 | Hadaya                  | Atriz, guião, história e produtora |
| 1948 | Fok el suhab            | Atriz, guião e produtora           |
| 1948 | El kul yughanni         | Atriz e produtora                  |
| 1949 | Nadia                   | Atriz                              |
| 1949 | Fatat min Falastin      | Guião e história                   |
| 1951 | Kisma wa nassib         | Atriz                              |
| 1951 | Khadaini abi            | História, guião e produtora        |
| 1951 | Akhlak lel beia         | Produtora                          |
| 1952 | Amit bi-Allah           | Atriz                              |